# Grâce efficace et grâce suffisante
La grâce efficace est une position théologique défendue par Augustin, et dont les Jansénistes se sont servis dans leur polémique contre les Jésuites. Selon sa définition, les hommes n'accèdent au salut et ne peuvent gagner le Paradis que si Dieu leur a accordé la grâce. Seule cette grâce divine peut les soutenir dans la foi. Le mérite et les efforts dans le monde terrestre ne sont donc pas suffisants pour atteindre la grâce, réservée aux élus du Seigneur. Ce dogme est développé à l'origine par Augustin dans sa critique des thèses du moine  Pélage.
À l'inverse, la grâce suffisante, défendue par les Jésuites, est un concept théologique consistant à considérer la grâce comme donnée à tous les hommes par Dieu, selon leur libre arbitre et leurs œuvres.